# Syracuse Stars
Syracuse Stars byl profesionální americký klub ledního hokeje, který sídlil v Syracuse ve státě New York. V letech 1936–1940 působil v profesionální soutěži American Hockey League. Před AHL působil v International Hockey League. Stars ve své poslední sezóně v AHL skončily v základní části. Své domácí zápasy odehrával v hale State Fair Coliseum s kapacitou 7 500 diváků. Klubové barvy byly červená, bílá a modrá.
Zanikl v roce 1940 přestěhováním do Buffala, kde byl založen tým Buffalo Bisons. Klub byl během své existence farmami celků NHL. Jmenovitě se jedná o New York Americans a Toronto Maple Leafs.

## Umístění v jednotlivých sezonách
Stručný přehled
Zdroj: 
- 1930–1935: International Hockey League
- 1935–1936: International Hockey League (Východní divize)
- 1936–1940: American Hockey League (Západní divize)

Jednotlivé ročníky
Zdroj: 
Legenda: Z - zápasy, V - výhry, VP - výhry v prodloužení, R - remízy, P - porážky, PP - porážky v prodloužení, VG - vstřelené góly, OG - obdržené góly, +/- - rozdíl skóre, B - body, KPW - Konference Prince z Walesu, CK - Campbellova konference, ZK - Západní konference, VK - Východní konference, fialové podbarvení - reorganizace, změna skupiny či soutěže
| USA / Kanada (1930 – 1940) |                       |        |    |    |    |   |    |    |     |     |     |    |        |                              |
| Sezóny                     | Liga                  | Úroveň | Z  | V  | VP | R | PP | P  | VG  | OG  | +/- | B  | Pozice | Play-off                     |
| 1930/31                    | IHL                   | –      | 48 | 9  | –  | 5 | –  | 34 | 114 | 171 | -57 | 23 | 7.     | –                            |
| 1931/32                    | IHL                   | –      | 48 | 16 | –  | 9 | –  | 23 | 111 | 118 | -7  | 41 | 6.     | –                            |
| 1932/33                    | IHL                   | –      | 44 | 23 | –  | 6 | –  | 15 | 136 | 119 | +17 | 52 | 3.     | 2. místo ve finálové skupině |
| 1933/34                    | IHL                   | –      | 44 | 19 | –  | 4 | –  | 21 | 114 | 120 | -6  | 42 | 4.     | 4. místo ve finálové skupině |
| 1934/35                    | IHL                   | –      | 44 | 20 | –  | 4 | –  | 20 | 128 | 118 | +10 | 40 | 3.     | Semifinále                   |
| 1935/36                    | IHL (Východní divize) | –      | 48 | 26 | –  | 3 | –  | 19 | 167 | 130 | +37 | 55 | 1.     | Semifinále                   |
| 1936/37                    | AHL (Západní divize)  | 2      | 48 | 27 | –  | 5 | –  | 16 | 173 | 129 | +44 | 59 | 1.     | Vítěz AHL                    |
| 1937/38                    | AHL (Západní divize)  | 2      | 48 | 21 | –  | 7 | –  | 20 | 142 | 122 | +20 | 49 | 3.     | Finále AHL                   |
| 1938/39                    | AHL (Západní divize)  | 2      | 54 | 26 | –  | 9 | –  | 19 | 152 | 117 | +35 | 61 | 2.     | Předkolo                     |
| 1939/40                    | AHL (Západní divize)  | 2      | 56 | 20 | –  | 9 | –  | 27 | 147 | 169 | -22 | 49 | 5.     | –                            |